# ライト J65

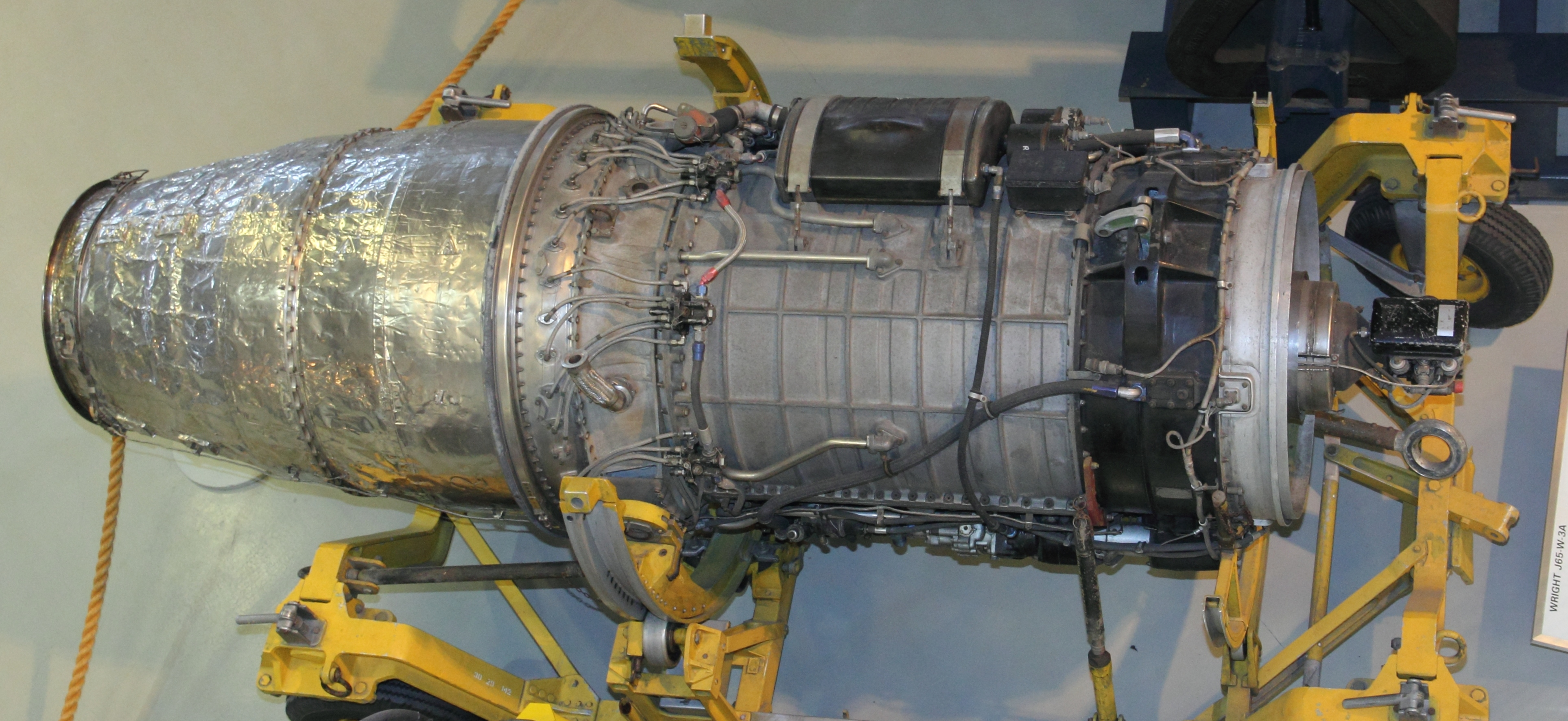
ライト J65

ライト J65 はアームストロング・シドレー社によってライセンスを受けたカーチス・ライト社によって生産された軸流式 ターボジェットエンジンである。サファイヤを原型として開発されたJ65はアメリカ合衆国の複数の機体に搭載された。

## 設計と開発
1950年にカーチス・ライト社はサファイヤのライセンスを受けて1951年に量産する計画を立案した。しかし、サファイヤの中央区画の鍛造によるディフューザーフレームを溶接接合に変更するようなカーチス・ライトによる設計変更に起因する遅延により2年間も量産開始が遅れた事により、J65の潜在的な市場の大部分をプラット・アンド・ホイットニー J57に奪われた。
量産開始が遅れたものの、イギリス製と同様に性能は良好で当初の予定だったマーティン B-57 キャンベラやJ65搭載仕様のノースアメリカン FJ-3 フューリー / FJ-4、ダグラス A-4 スカイホーク、リパブリック F-84F サンダーストリークと2機のロッキード XF-104 スターファイター試作機に採用された。
出力6,500-10,380ehp のターボプロップ版のJ65(サファイヤ)がライト T49としてカーチス・ライトによって開発され、民間用の派生型のTP51A2も同様に設計された。T49の最初の運転は1952年12月に実施され、この時の出力は8,000 shpで、飛行試験はXB-47D飛行試験機で1955年8月26日から実施された。しかしながら、これ以降、エンジンの市場から撤退した。

## 搭載機
- ダグラス A-4 スカイホーク
  - A-4E/F/Mや複座型のTA-4F/Jはプラット・アンド・ホイットニー J52（英語版）を搭載。
- グラマン F-11 タイガー
- マーティン B-57 キャンベラ
  - RB-57Fは、プラット・アンド・ホイットニー TF33を搭載。
- ロッキード XF-104
  - 量産型はゼネラル・エレクトリック J79を搭載。
- ノースアメリカン FJ-3 フューリー
- ノースアメリカン FJ-4 フューリー
- リパブリック F-84F サンダーストリーク/RF-84F サンダーフラッシュ

## 仕様諸元  (J65-B)
一般的特性
- 形式: ターボジェット
- 全長: ~122in (~3098 mm)
- 直径: 37.52in (953 mm)
- 乾燥重量: 2776lb (1259 kg)

構成要素
- 圧縮機: 13段軸流式
- 燃焼器: アニュラ型
- タービン: 2段軸流式

性能
- 推力: 7239lbf (32.2KN)
- 全圧縮比（英語版）: 7:1
- 空気流量: 119.05lb/s (54kg/s)
- タービン入口温度: ~848C (1558F)
- 燃料消費率: ~0.916 lb/(lbf·h) (25.9 g/(kN·s))
- 推力重量比: 2.61